# Ilha da Trindade
Ilha da Trindade är en ö i Brasilien.   Den ligger i delstaten Espírito Santo, i den östra delen av landet, 2 000 km öster om huvudstaden Brasília. Arean är 10,8 kvadratkilometer. Ön är en del av ögruppen Trindade och Martim Vaz.
Terrängen på Ilha da Trindade är kuperad. Öns högsta punkt är 581 meter över havet. Den sträcker sig 4,9 kilometer i nord-sydlig riktning, och 4,9 kilometer i öst-västlig riktning.